# 梅川路
梅川路是中國上海市普陀區一條東西走向道路。道路西起祁連山南路，東至蘭溪路。
1952年，當局兴建曹杨新村时修建了道路東段，道路名稱來自湖北省梅川镇。1984年，道路拓宽。
後來當局將梅川路的东至真光路、西至万镇路的全长700米的路段劃定為梅川路欧亚商业休闲街（梅川路步行街），步行街於2000年建成。2004年6月，梅川路步行街开始第一次改建，历时三个月重新开幕。2009年8月，普陀区以迎接上海世博會為由對梅川路步行街进行第二次改建。2010年1月，梅川路步行街又更名为梅川路缤纷生活体验街。